# Anastasia Robinson

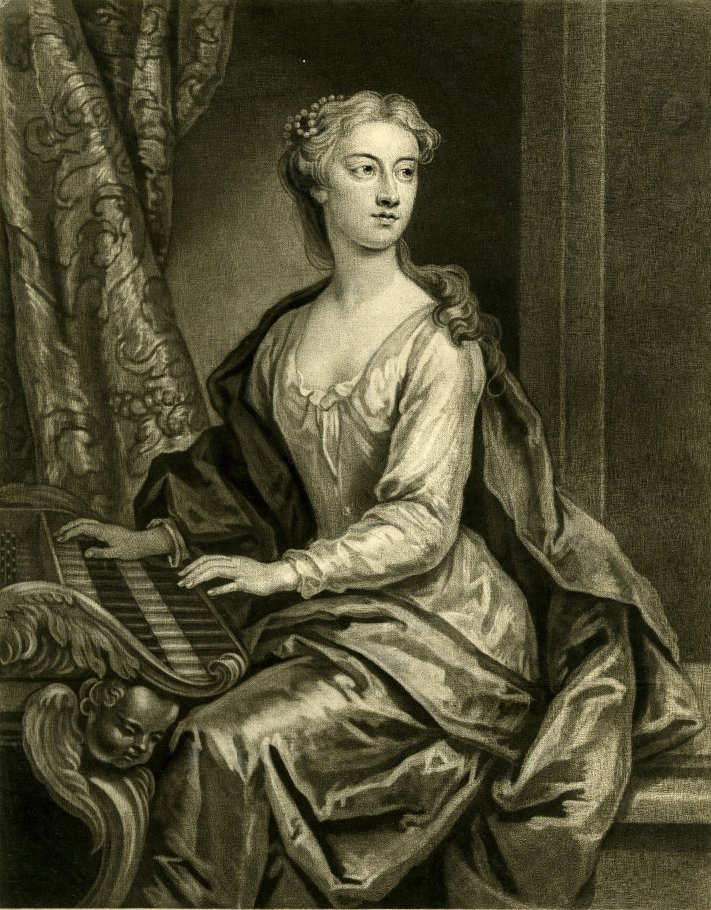
Anastasia Robinson va asseure al harpsichord, prova per 1727 mezzotint per John Faber el més Jove després 1723 pintura per John Vanderbank, Museu britànic

Anastasia Robinson (c. 1692  – Abril de 1755), més tard coneguda com a Anastasia, Comtessa de Peterborough, era un soprano anglesa i, més tard, contralt, de l'època barroca. És recordatda bàsicament per la seva associació amb el compositor George Frideric Handel, del que va cantar diverses òperes.

## Vida primerenca i carrera inicial
Robinson era la filla gran de Thomas Robinson, un pintor de retrats que va treballar durant un temps a Itàlia (on es creu que ella va néixer). Inicialment, educà el seu talent musical en privat, i les seves primeres actuacions es produïren en concerts dins la societat privada a Golden Square, on el seu pare tenia una propietat. En aquests concerts ella cantava tot acompanyant-se a perdre a vista i Robinson, es va veure empesa a guanyar-se la de vida per a ella i la seva família, i va fer una carrera musical professional.

## Carrera professional
La seva associació amb Händel deuria començar el 1714, quan va escriure el solo per soprano de l'Ode for the Birthday of Queen Anne. I aquell mateix any debutaria cantant en un pasticcio de Händel, Creso. Aquell mateix any va cantar en noves sessions d'Arminio i Ernelinda (ambdós pasticcios, possiblement amb música de Nicola Haym); en diverses ocasions la música va ser composta per a la seva veu. Va tenir una bona acollida per part del públic de Londres, i la seva carrera prosperà; el 1715, va cantar el paper d'Almirena en una nova posada en escena de Rinaldo, i va fer d'Oriana en l'estrena d' Amadigi de Handel. El 1717, en una altra representació d'aquesta òpera, Handel va crear una escena nova per a ella i Nicolini, el brillant castrato que havia cantant ja en l'estrena de Rinaldo.
Al voltant 1719 sembla que un problema vocal va fer que deixés els papers de soprano per cantar de contralt. El 1720, Robinson fou contractada per la Royal Academy of Music, amb un salari anual de 1000£. Arribà a estrenar moltes obres, fent els papers de Zenobia (Radamisto), Irene (Muzio Scevola), Elmira (Floridante), Matilda (Ottone), Teodata (Flavio) i, el més important, el dramàtic rol de Cornelia a Giulio Cesare. També va cantar en algunes obres de Bononcini i Ariosti, així com en diversos pasticcios. Poc després de l'estrena de Giulio Cesare, el febrer de 1724, es va retirar. El 1722 (o possiblement el 1723) s'havia casat secretament amb Charles Mordaunt, 3r Earl de Peterborough, tot i que Peterborough no va reconèixer que era la seva dona fins al 1735, poc abans de morir ell; fins al 1735 van viure separats, i la societat la considerava com la seva amistançada.

## Retir
Després que Robinson es retirés, va viure a Parsons Green, amb el suport de Peterborough i els seus ingressos de l'òpera. No va abandonar del tot el món musical; va tenir una bona amistat amb Bononcini, qui havia sigut professor seu, i la seva casa esdevenia una mena d'acadèmia en miniatura on Bononcini, Pier Francesco Tosi, i altres músics de moda feien música sovint. De Bononcini va obtenir una pensió de 500£ per annum de la Duquesa de Marlborough. Catòlica, també una amiga del poeta Alexander Pope. Després que Peterborough morís el 1735, va viure a la seva residència familiar a prop de Southampton. Lady Peterborough va morir a Bath, i les seves restes estan enterrades a l'Abadia de Bath.

## Reputació
Com a cantant Robinson destacava pel so dolç, l'expressivitat i el carisma més que pel virtuosisme. Handel era prudent en l'ús de l'orquestra en els fragments on ella cantava, i la demanda escènica a Giulio Cesare i Flavio suggereixen que posseïa un destacat talent com a actriu. De Fabrice, un diplomàtic dels Hannover que visita Londres a primers de la dècada del 1720, la va comparar amb l'extraordinària Margherita Durastanti (que feia de Sesto al Giulio Cesare). Una part de la seva correspondència s'ha conservada a la col·lecció Campori a Modena, i en aquests documents, a més de la seva popularitat personal dins la societat anglesa, suggerir que tenia un caràcter atractiu.